# Wzgórze Kupały
Wzgórze Kupały (Wzgórze Elizy, niem. Elisenhöhe) - wzgórze w Szczecinie-Golęcinie między ul. Białogórską a ul. Marzanny. Wzgórze przecina przekop linii kolejowej nr 406 ze stalowo-drewnianą kładką łączącą obie strony. U podnóża przystanek kolejowy Szczecin Golęcino. Od południa dolina strumienia Gręziniec zajęta pod ogrody działkowe.

## Historia
W XIII wieku okoliczne wzgórza wraz ze wsią Golęcino stały się własnością klasztoru cysterek ze Szczecina. Zakonnicy założyli na nich winnice użytkowane aż do XIX wieku. Niemiecka nazwa wzgórza - Elisenhöhe związana jest z wizytą w tym miejscu w 1821 roku cesarskiego następcy tronu Fryderyka Wilhelma IV z małżonką. Bezimienne do tego czasu wzgórze nazwano na cześć jego żony Elżbiety Ludwiki Wittelsbach. Przed II wojną światową na wzgórzu znajdowała się restauracja, ścieżki spacerowe, szlaki turystyczne i punkt widokowy na Dolinę Dolnej Odry. W czasie wojny wybudowano schron w zboczu wzgórza. Obecnie zachował się układ drzewostanu i schron. Punkt widokowy zaniedbany, w znacznym stopniu zasłonięty przez drzewa i krzewy.

## Galeria

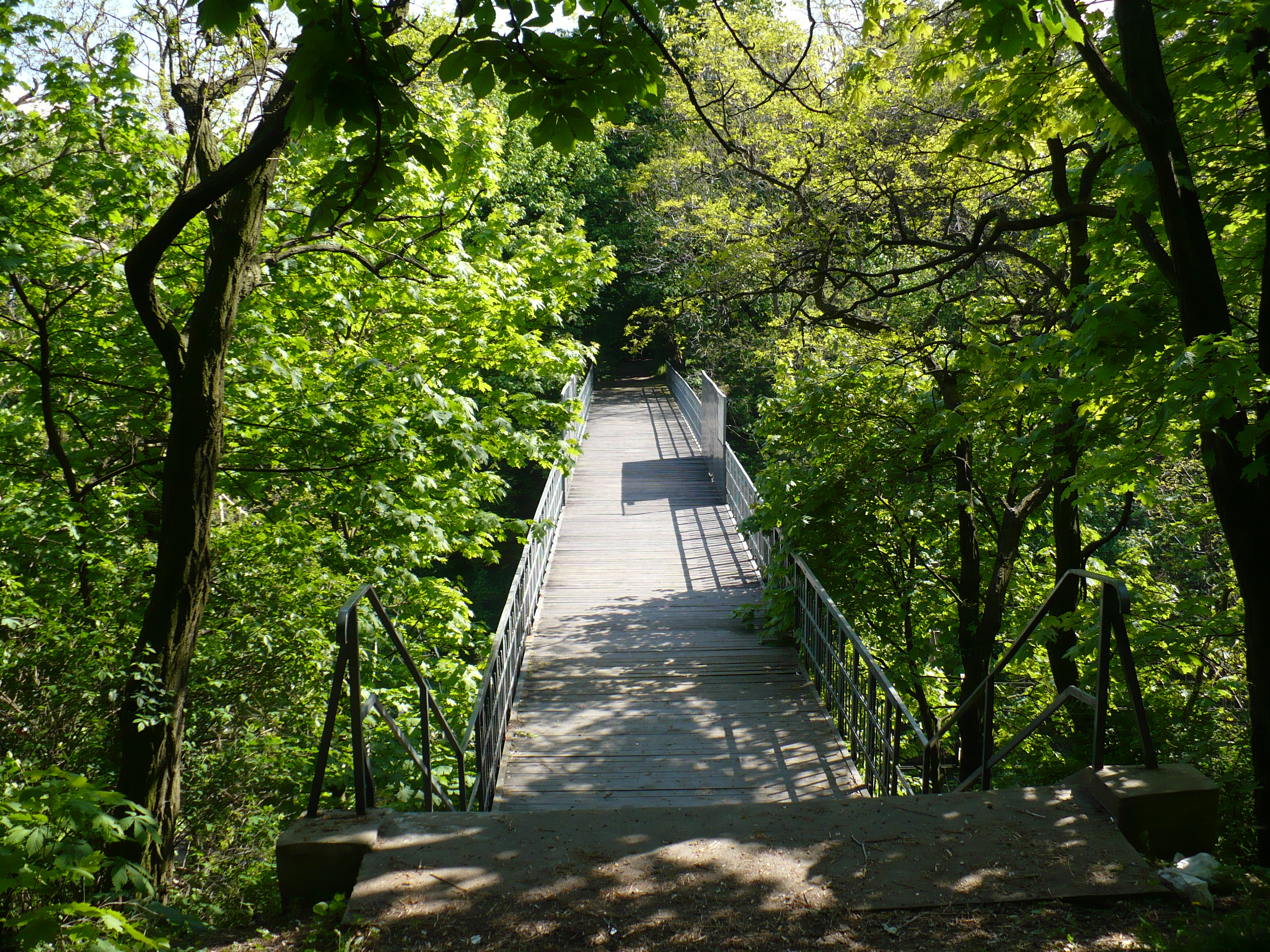
Wzgórze Kupały - kładka nad torami
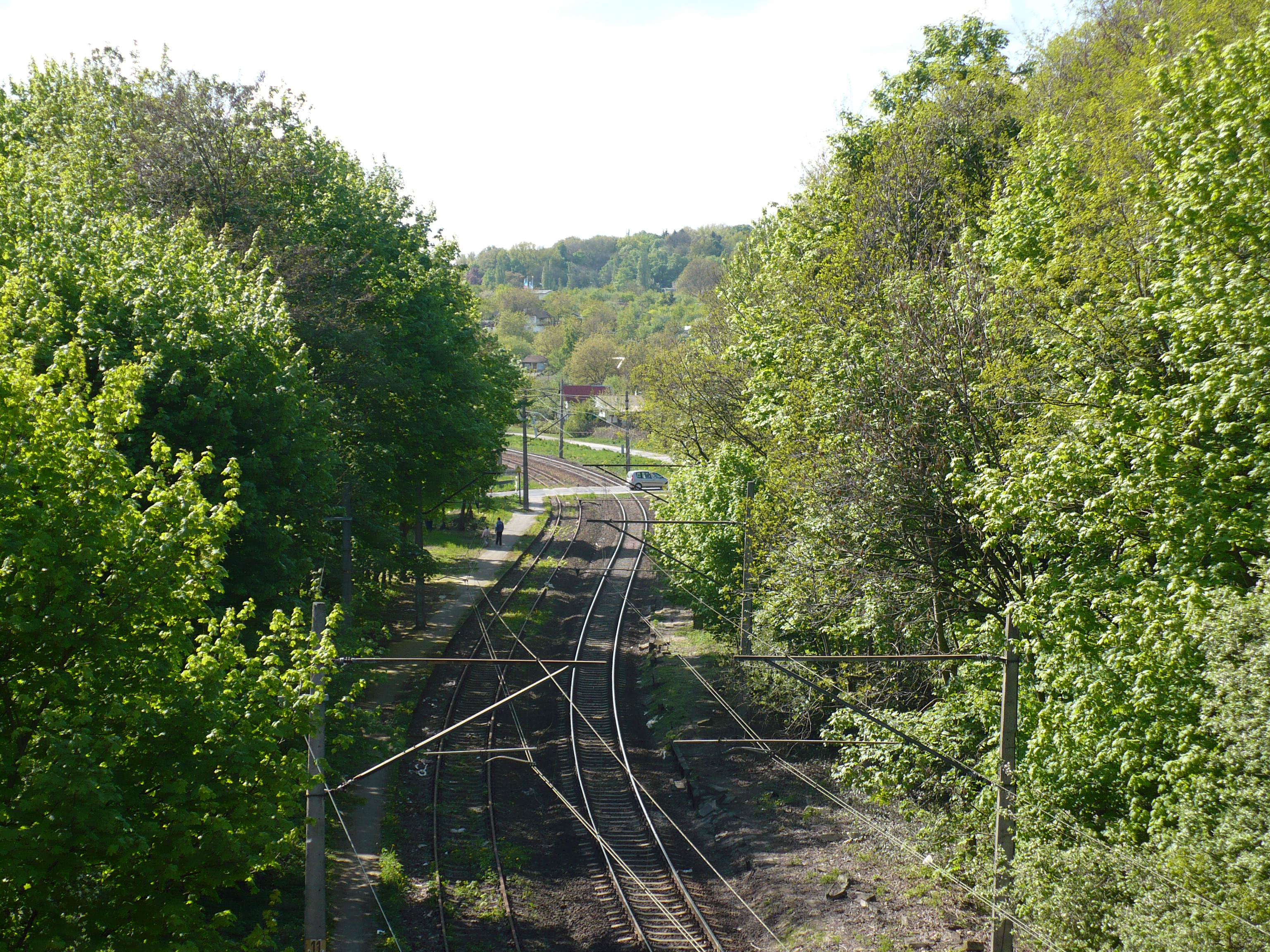
Wzgórze Kupały - linia kolejowa Szczecin - Police - Trzebież
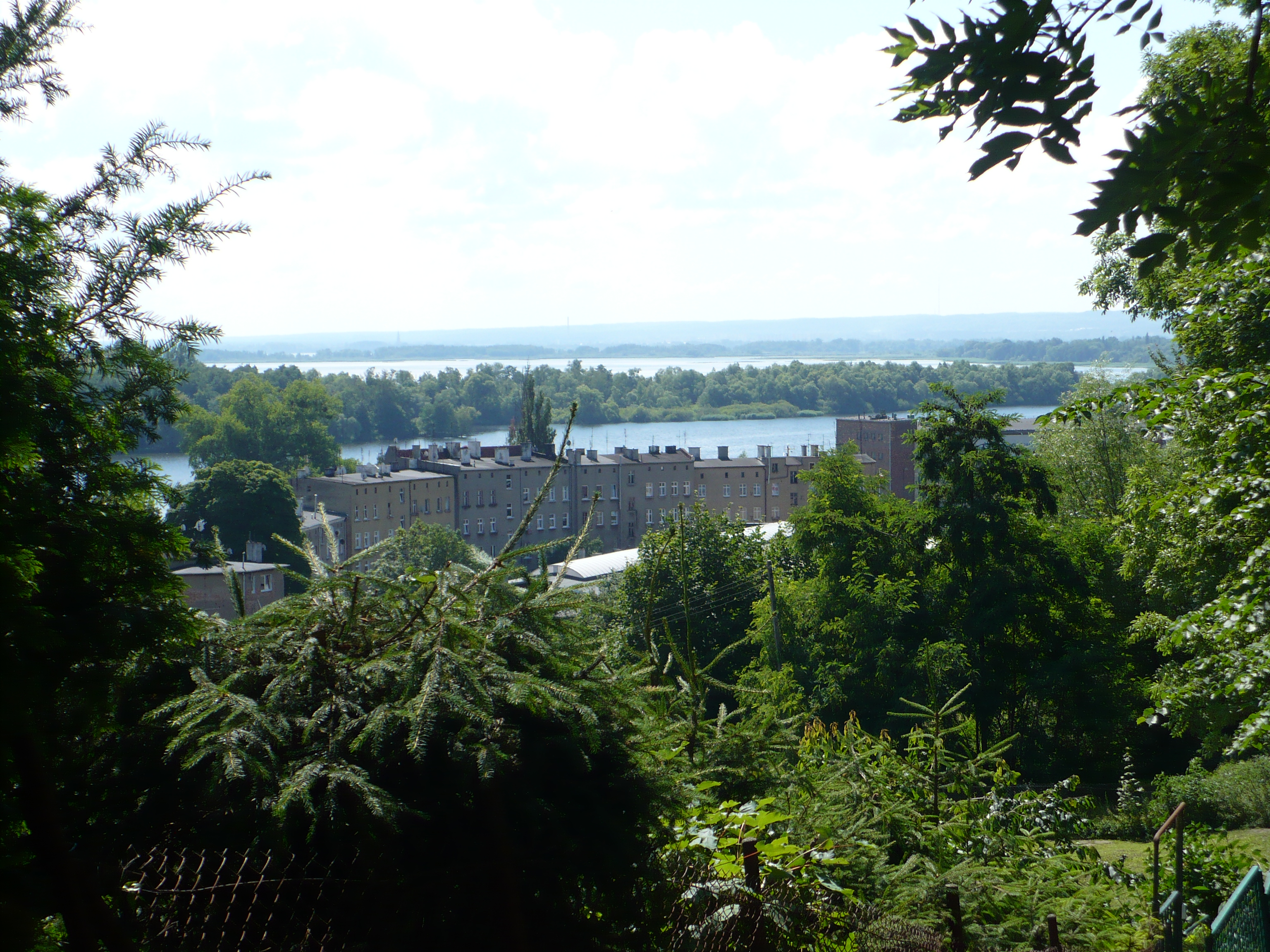
Wzgórze Kupały - panorama od strony ul. Marzanny